# Гораздин, Александр Сергеевич
Александр Сергеевич Гораздин (род. 21 ноября 1946 года) — советский и российский художник декоративного искусства, член-корреспондент РАХ (2019).

## Биография
Родился 21 ноября 1946 года, живёт и работает в Москве.
С 1982 года — член Союза художников СССР, Союза художников России.
В 1967 году — окончил Московское художественно-промышленное училище имени М. И. Калинина.
В 1976 году — окончил факультет художественного оформления тканей Московского технологического института, руководитель С. М. Темерин.
С 1976 по 1986 годы — заведующий сектором ручного художественного ткачества в НИИ художественной промышленности, с 1986 года работал в интерьерной группе Комбината прикладного искусства Московского отделения художественного фонда СССР.
С 2013 года — доцент кафедры «Дизайн-текстиль» РГХПУ имени С. Г. Строганова.
В 2019 году — избран членом-корреспондентом Российской академии художеств от Отделения декоративных искусств.
Председатель правления Ассоциации художников декоративных искусств.

## Творческая деятельность
Участник выставок с 1978 года, персональные выставки проходят с 2011 года.
Основные произведения
- "Пульсары. (1982, гобелен, шерсть, х.б. пряжа, авторское ткачество);
- «Автопортрет» (1999, шерсть, лен, х.б. пряжа);
- «Под нашими спортивными знамёнами» (ХХв., шерсть, ткачество);
- «Мелодия в ритме гобелена» (2001, гобелен, шерсть, лен, авторское ткачество);
- «Твидовый сезон» (2003, гобелен, шерсть, х.б. пряжа, авторское ткачество);
- «Зелёный реверс» (2008, гобелен, шерсть, х.б. пряжа, авторское ткачество);
- «Кода отношений» (2008, гобелен, шерсть, х.б. пряжа, авторское ткачество);
- «Полёт над разлукой» (2009, шерсть, синтетика, х.б. пряжа, ткачество);
- «Отдельные части происходящего» (2011, гобелен, шерсть, х.б. пряжа, авторское ткачество);
- «Плывущие воспоминания», «Туман летящих видений» (2012 г. гобелен, шерсть, х.б. пряжа, авторское ткачество);
- «Узор сомнений», «Противоречие желаний» (2013, гобелен, шерсть, лён, люрекс, синтетика, авторское ткачество);
- «Более точное, чем случившееся», «Терра Нова», «Северная сюита», «Гуахаро», композиция «Байкал», «Антракт в оранжевом» (1 половина ХХI века, шерсть, ткачество);
- «Смысл покаяния» (2015, гобелен, шерсть, х.б. пряжа, авторское ткачество)
- серия «Время Возможностей» (2017, гобелен, шерсть, х.б. пряжа, синтетика, люрекс, авторское ткачество);
- «Игра снов» (2021, Авторское ткачество);
- текстильная композиция по мотивам воронежского ткачества.

## Награды
- Медаль Минкультуры России к столетию Михаила Шолохова (2005);
- Диплом и медаль МСХ «За заслуги в развитии изобразительного искусства» (2010);
- Почетная грамота Министерства Культуры РФ «За большой вклад в развитие культуры» (2011);
- Медаль ИХДИ «За заслуги творческой деятельности» (2014);
- Золотая медаль СХР «Духовность традиции мастерство» (2016);
- Премия города Москвы в области литературы искусства в номинации «Изобразительное искусство» (2016).

Награды РАХ
- Серебряная медаль РАХ (2011)
- Благодарность РАХ (2013)
- медаль «Шувалов» РАХ (2021)